# Władysław Kamiński (pilot)
Władysław Kamiński (ur. 21 października 1910, zm. 18 czerwca 1995) – podpułkownik pilot Wojska Polskiego, inżynier leśnictwa, uczestnik bitwy o Anglię.

## Życiorys
Władysław Kamiński był synem Walentego i Agnieszki (z Klatkiewiczów) Kamińskich. Urodził się 21 października 1910 roku w Poznaniu, a gdy miał rok wraz z rodziną przeniósł się do Ostrowa Wielkopolskiego. Jego braćmi byli między innymi Jan Kamiński (oficer AK) i Tadeusz Kamiński (uczestnik powstania warszawskiego).
W Ostrowie Wielkopolskim uczęszczał do szkoły powszechnej i do Gimnazjum Męskiego, w którym  uzyskał maturę w roku 1929. Potem dostał się do Szkoły Podchorążych Rezerwy Lotnictwa w Dęblinie, którą ukończył w 1931 roku. Podjął studia na Wydziale Leśnym Uniwersytetu Poznańskiego, ale każdą wolną chwilę poświęcał  lotnictwu. Odbywał loty treningowe i był szefem pilotów w Aeroklubie Poznańskim. Zdobył kwalifikacje instruktora pilotażu wojskowego. Na rok przed wybuchem wojny ukończył studia z tytułem magistra inżyniera nauk leśnictwa.
29 sierpnia 1939 roku został zmobilizowany do 3 pułku lotniczego w Poznaniu. W nocy z 16 na 17 września przekroczył granicę Rumunii, a następnie drogą morską dotarł do Marsylii. Po upadku Francji udało mu się uniknąć powtórnej niewoli i z grupą polskich pilotów myśliwskich dotarł 24 czerwca 1940 roku do Liverpoolu. Został żołnierzem Polskich Sił Powietrznych, otrzymał numer służbowy RAF P-0665. Odbył przeszkolenie w 5 OTU, po którym 5 listopada 1940 roku otrzymał skierowanie do 303 dywizjonu myśliwskiego im. Tadeusza Kościuszki. 12 grudnia, na własną prośbę, został przeniesiony do „Poznańskiego” dywizjonu 302, w którym  walczył prawie do końca wojny. 28 marca 1941 roku uzyskał grupowe zwycięstwo nad Ju 88. W styczniu 1944 roku objął dowództwo pierwszej eskadry i zastępstwo dowódcy dywizjonu. Ogółem podczas wojny wykonał 203 loty bojowe, w czasie których uratował 2 lotników przed utonięciem. Zaliczono mu zniszczenie 1/2 samolotu niemieckiego, był sklasyfikowany na 354. pozycji Listy Bajana.
W październiku 1947 roku Władysław Kamiński powrócił do kraju drogą morską. Podjął pracę w Kontroli Cywilnych Statków Powietrznych, ale już w czerwcu 1948 roku został aresztowany przez funkcjonariuszy Ministerstwa Bezpieczeństwa Publicznego. Skazano go na 10 lat więzienia, a po apelacji zamieniono mu wyrok na 5 lat. Dzięki amnestii wyszedł z więzienia dwa miesiące przed terminem.
W kwietniu 1954 roku zawarł związek małżeński z Marią Baszczyńską. W tym samym czasie otrzymał posadę magazyniera w firmie budowlanej w Poznaniu, a potem w Państwowej Centrali Drewna. W 1957 roku został kierownikiem sekcji kontroli technicznej w Zakładach Remontowych Sprzętu Lotniczego Sportowego nr 3 w Poznaniu. Po zdobyciu uprawnień został tam pilotem doświadczalnym. W 1964  roku powrócił  do pracy w KCSP. Był tam starszym rzeczoznawcą, a później kierownikiem okręgu. Ogółem przez cały czas służby w lotnictwie przelatał 4200 godzin na 39 typach samolotów. W październiku 1977 roku został odesłany na emeryturę, ale nadal był aktywny w Klubie Seniorów Aeroklubu Poznańskiego. Dopiero w styczniu 1990 roku został zrehabilitowany i awansowany do stopnia majora, a cztery lata później do stopnia podpułkownika. Po przewlekłej chorobie zmarł 18 czerwca 1995 roku w szpitalu przy ulicy Orzeszkowej w Poznaniu. Pochowany został  z honorami wojskowymi 23 czerwca na cmentarzu w Puszczykowie.

## Ordery i odznaczenia
- Krzyż Srebrny Orderu Wojskowego Virtuti Militari nr 11058[10]
- Krzyż Walecznych dwukrotnie
- Medal Lotniczy trzykrotnie
- Polowa Odznaka Pilota